# Abarema abbottii
Abarema abbottii é uma espécie de legume da família das Fabaceae nativa da República Dominicana.

## Sinônimos
- Jupunba abbottii (Rose & Leonard) Britton & Rose
- Pithecellobium abbottii Rose & Leonard